# 馬丁·布切爾
馬丁·比歇爾（德語：Martin Büchel；1987年2月19日—）是一位列支敦士登足球運動員。在場上的位置是中場。他現在效力於德國球隊FC Unterföhring。他也代表列支敦士登國家足球隊參賽，在17歲時就已經代表列支敦士登出場.。